# Ruban d'argent du meilleur scénario
Le Ruban d'argent du meilleur scénario (Nastro d'argento alla migliore sceneggiatura) est une récompense cinématographique italienne décernée chaque année, depuis 1948 par le Syndicat national des journalistes cinématographiques italiens (en italien, Sindacato Nazionale Giornalisti Cinematografici Italiani,) (SNGCI)  lequel décerne également tous les autres Rubans d'argent.

## Palmarès

### Années 1940
- 1948 : Gaspare Cataldo (en), Guido Pala et Alberto Vecchietti (it) – Les Frères Karamazov
- 1949 : Vittorio De Sica, Cesare Zavattini, Suso Cecchi D'Amico, Oreste Biancoli, Adolfo Franci et Gerardo Guerrieri (it) – Le Voleur de bicyclette

### Années 1950
- 1950 : Suso Cecchi D'Amico, Cesare Zavattini et Renato Castellani – È primavera
- 1951 : Cesare Zavattini et Alessandro Blasetti – Sa Majesté monsieur Dupont
- 1952 : Ettore Maria Margadonna, Titina De Filippo et Renato Castellani – Deux Sous d'espoir
- 1953 : Non décerné
- 1954 : Vitaliano Brancati, Sergio Amidei, Vincenzo Talarico (it) et Luigi Zampa – Anni facili
- 1955 : Non décerné
- 1956 : Pasquale Festa Campanile, Massimo Franciosa et Giuseppe Mancione – Les Amoureux
- 1957 : Cesare Zavattini – Le Toit
- 1958 : Valerio Zurlini, Leonardo Benvenuti, Piero De Bernardi et Alberto Lattuada – Guendalina
- 1959 : Age–Scarpelli, Suso Cecchi D'Amico et Mario Monicelli – Le Pigeon

### Années 1960
- 1960 : Ennio De Concini, Alfredo Giannetti et Pietro Germi – Meurtre à l'italienne
- 1961 : Pasquale Festa Campanile, Suso Cecchi D'Amico, Massimo Franciosa, Enrico Medioli et Luchino Visconti – Rocco et ses frères
- 1962 : Ennio De Concini, Alfredo Giannetti et Pietro Germi – Divorce à l'italienne
- 1963 : Pasquale Festa Campanile, Massimo Franciosa, Carlo Bernari et Nanni Loy – La Bataille de Naples
- 1964 : Ennio Flaiano, Tullio Pinelli, Brunello Rondi et Federico Fellini – Huit et demi
- 1965 : Age–Scarpelli, Luciano Vincenzoni et Pietro Germi – Séduite et Abandonnée
- 1966: Ruggero Maccari, Ettore Scola et Antonio Pietrangeli – Je la connaissais bien
- 1967 : Age–Scarpelli, Luciano Vincenzoni et Pietro Germi – Ces messieurs dames
- 1968 : Ugo Pirro et Elio Petri – À chacun son dû
- 1969 : Arduino Maiuri (it), Massimo De Rita et Carlo Lizzani – Bandits à Milan

### Années 1970
- 1970 : Fabio Carpi et Nelo Risi – Journal d'une schizophrène
- 1971 : Adriano Baracco (it), Tullio Kezich, Alberto Lattuada et Piero Chiara – Venez donc prendre le café chez nous
- 1972 : Leonardo Benvenuti, Piero De Bernardi et Nino Manfredi – Miracle à l'italienne
- 1973 : Alberto Bevilacqua – Un amour insolite
- 1974 : Tonino Guerra et Federico Fellini – Amarcord
- 1975 : Age–Scarpelli et Ettore Scola – Nous nous sommes tant aimés
- 1976 : Tullio Pinelli, Leonardo Benvenuti, Piero De Bernardi et Pietro Germi – Mes chers amis
- 1977 : Sergio Amidei et Mario Monicelli – Un bourgeois tout petit petit
- 1978 : Ruggero Maccari, Ettore Scola et Maurizio Costanzo – Une journée particulière
- 1979 : Ermanno Olmi – L'Arbre aux sabots

### Années 1980
- 1980 : Age–Scarpelli et Ettore Scola – La Terrasse
- 1981 : Ruggero Maccari et Ettore Scola – Passion d'amour
- 1982 : Tullio Pinelli, Leonardo Benvenuti, Piero De Bernardi, Bernardino Zapponi et Mario Monicelli– Le Marquis s'amuse
- 1983 : Paolo et Vittorio Taviani, Tonino Guerra et Giuliani G. De Negri (it) – La Nuit de San Lorenzo
- 1984 : Elvio Porta et Nanni Loy – Mi manda Picone
- 1985 : Paolo et Vittorio Taviani et Tonino Guerra – Kaos
- 1986 : Tullio Pinelli, Leonardo Benvenuti, Piero De Bernardi, Suso Cecchi D'Amico et Mario Monicelli – Pourvu que ce soit une fille
- 1987 : Ruggero Maccari, Ettore Scola et Furio Scarpelli – La Famille
- 1988 : Massimo Troisi et Anna Pavignano – Le vie del Signore sono finite
- 1989 : Tullio Kezich et Ermanno Olmi – La Légende du saint buveur

### Années 1990
- 1990 : Pupi Avati – Histoire de garçons et de filles
- 1991 : Suso Cecchi D'Amico et Tonino Guerra – Il male oscuro
- 1992 : Andrea Barbato et Emidio Greco – Una storia semplice
- 1993 : Stefano Rulli (it), Sandro Petraglia et Gianni Amelio – Les Enfants volés
- 1994 : Francesca Archibugi – La Grande Citrouille
- 1995 : Alessandro D'Alatri – Senza pelle
- 1996 : Leone Pompucci, Filippo Pichi et Paolo Rossi (it) – Camerieri
- 1997 : Giovanni Veronesi et Leonardo Pieraccioni – Il ciclone
- 1998 : Vincenzo Cerami et Roberto Benigni – La vie est belle
- 1999 : Giuseppe Tornatore – La Légende du pianiste sur l'océan

### Années 2000
- 2000 : Doriana Leondeff (it) et Silvio Soldini – Pain, Tulipes et Comédie
- 2001 : Claudio Fava, Marco Tullio Giordana et Monica Zapelli (it) – Les Cent Pas
- 2002 : Giulia Calenda, Cristina Comencini et Lucilla Schiaffino – Le Plus Beau Jour de ma vie
- 2003 : Gabriele Muccino et Heidrun Schleef (it) – Souviens–toi de moi
- 2004 : Sandro Petraglia et Stefano Rulli (it) – Nos meilleures années
- 2005 : Sergio Castellitto et Margaret Mazzantini – À corps perdus
- 2006 : Ugo Chiti et Giovanni Veronesi – Leçons d'amour à l'italienne
- 2007 : Ferzan Özpetek et Gianni Romoli – Saturno contro
- 2008 : 
  - Sandro Petraglia – La Fille du lac
  - ex–aequo Daniele Luchetti et Stefano Rulli – Mon frère est fils unique
- 2009 : Paolo Sorrentino – Il divo

### Années 2010
- 2010 : Francesco Bruni, Francesco Piccolo et Paolo Virzì – La prima cosa bella
- 2011 : Massimo Gaudioso – Benvenuti al Sud
- 2012 : Marco Tullio Giordana, Sandro Petraglia et Stefano Rulli – Piazza Fontana
- 2013 : Roberto Andò et Angelo Pasquini – Viva la libertà
- 2013 : Francesco Bruni, Francesco Piccolo et Paolo Virzì – Les Opportunistes
- 2015 : Francesco Munzi, Fabrizio Ruggirello, Maurizio Braucci en collaboration avec Gioacchino Criaco – Les Âmes noires
- 2016 :  Paolo Virzì et Francesca Archibugi – Folles de joie
- 2017 : Francesco Bruni – Tutto quello che vuoi
- 2018 : Paolo Sorrentino et Umberto Contarello (it) – Silvio et les Autres
- 2019 :  Marco Bellocchio, Ludovica Rampoldi (it), Valia Santella, Francesco Piccolo, en collaboration avec Francesco La Licata – Le Traître

### Années 2020
- 2020 :  Damiano et Fabio D'Innocenzo – Storia di vacanze (Favolacce)